# Бордигера
Бордигера (итал. Bordighera) је насеље у Италији у округу Империја, региону Лигурија.
Према процени из 2011. у насељу је живело 9016 становника. Насеље се налази на надморској висини од 11 м.

## Становништво
| 1931. | 1936. | 1951. | 1961.  | 1971.  | 1981.  | 1991.  | 2001.  | 2011.  |
| ----- | ----- | ----- | ------ | ------ | ------ | ------ | ------ | ------ |
| 7.256 | 7.334 | 8.515 | 11.252 | 11.654 | 12.043 | 11.129 | 10.292 | 10.416 |

## Партнерски градови
- Некарсулм
- Villefranche-sur-Mer